# Stablo (teorija grafova)
Stablo, pojam iz teorije grafova. To je svaki graf čija su svaka dva vrha u njemu povezana točno jednim putem. Svaki povezan graf bez ciklusa jest stablo. Ako je graf povezan i neusmjeren, razapinjuće stablo u tom grafu je podgraf koji je stablo i razapinje taj graf. Stablo težine (tj. zbroja težina njegovih bridova) manje ili jednake težini svakog drugog razapinjućeg stabla u težinskom grafu predstavlja minimalno razapinjuće stablo u tom grafu.
Naziv stablo skovao je 1857. britanski matematičar Arthur Cayley.